# Klabava (Berounka)
Die Klabava (deutsch: Klabawa) ist ein linker Nebenfluss der Berounka (Beraun) in Tschechien. Sie entspringt am Berg Praha im Mittelböhmischen Waldgebirge (Brdy) und mündet bei Chrást u Plzně in die Berounka.

## Name
Der Name des Flusses war bis in jüngere Zeit nicht einheitlich. Bis in die 1960er Jahre war der Name Klabavka (deutsch: Kleine Klabava) üblich. Amtliche topografische Karten bezeichneten den Oberlauf bis zur Einmündung in den Holoubkovský potok mindestens bis 1986 als Padrťský potok und nur den Unterlauf als Klabava.

## Verlauf
Die Klabava entspringt an der Westseite des Praha im Mittelböhmischen Waldgebirge. Der kleine Bach mündet dort in die beiden Teiche Hořejší Padrťský rybník und Dolejší Dolejší Padrťský rybník. Von dort fließt der Bach zunächst in nördlicher und dann nordwestlicher Richtung. Bei Chrást u Plzně mündet er in die Berounka.